# BMW S38

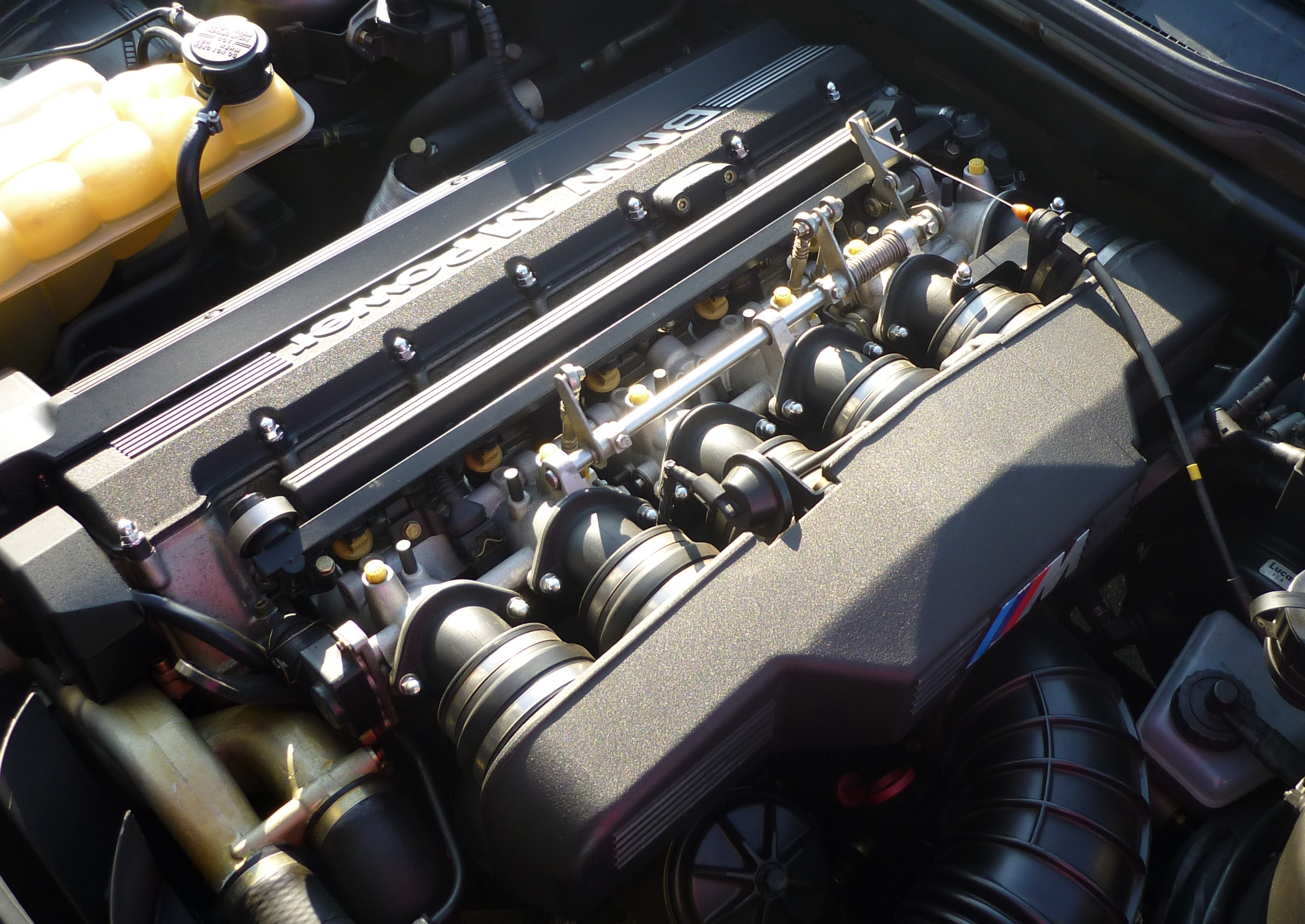
Двигатель S38B36 на BMW E34 M5, 1988–1992

BMW S38 (где S — отсылка к подразделению BMW Motorsport, 3 — семейство двигателей M30, 8 — отсылка к двигателю M88) — семейство рядных шестицилиндровых (L6) бензиновых поршневых двигателей внутреннего сгорания с двумя верхними распредвалами (DOHC) от компании BMW M, пришедшее на замену двигателю M88. Выпускалось с 1986 по 1996 год. Основано на технологической базе атмосферного двигателя M88/3.

## История
Первым в семействе двигателей S38 стал силовой агрегат с индексом B35, выпущенный в 1986 году и имевший рабочий объём в 3,5 литра. Мощность двигателя составляла 256 лошадиных сил.
В 1988 году был представлен двигатель S38 B36, основанный на B35 и имевший увеличенный до 3,6 рабочий объём и мощность в 315 лошадиных сил.
С 1992 года двигатель S38 B36 был модернизирован и получил новое наименование — B38. Рабочий объём вырос до 3.8 литра, вместе с ним увеличилась до 340 л. с. и мощность.
Производство спортивных двигателей S38 было остановлено в 1996 году, вместе с прекращением выпуска седана BMW М5 Е34. Их в 1998 году заменил силовой агрегат S62 B50 в конфигурации V8, установленный на BMW М5 Е39.

## Описание
Специально для вышедшего в 1988 году автомобиля BMW M5 E34 был спроектирован новый спортивный двигатель под названием S38. BMW S38 представляет собой семейство рядных шестицилиндровых бензиновых двигателей с четырьмя клапанами на цилиндр. Два верхних распределительных вала приводятся в движение посредством двурядной цепи. Головка блока цилиндров BMW S38 двухвальная 24-клапанная с механическими толкателями.
Особенностью S38 в сравнении с другими шестицилиндровыми силовыми агрегатами компании BMW является система многодроссельного впуска в сочетании с электронным управлением двигателя. Также была применена электронно регулируемая заслонка, интегрированная во впускной коллектор, установленная между третьим и четвёртым цилиндрами. Применение данной заслонки позволило добиться переменной длины впускного тракта, что обеспечивало лучшую наполняемость цилиндров и отклик в нижнем диапазоне оборотов при сохранении высоких показателей в верхнем диапазоне.
С 1992 года двигатель S38 B36 был модернизирован: был применён коленчатый вал с ходом поршня 90 мм и с 12 противовесами, шатуны длинной 142,5 мм, диаметр цилиндров увеличен до 94,6 мм, новые лёгкие поршни с компрессионной высотой 30,7 мм, степень сжатия возросла до 10,5, а рабочий объём достиг 3,8 литра. Модификациям подверглась и головка блока цилиндров S38: увеличились в диаметре впускные клапаны до 38,5 мм, выпускные до 32,5 мм, были доработаны впускные и выпускные каналы.
Данный двигатель предлагался с 5-ступенчатой, а с мая 1994 года с 6-ступенчатой механической коробкой переключения передач и за всё время производства был доступен в трёх вариантах с рабочим объёмом в 3,5, 3,6 и 3,8 литра.

## Модели
| Двигатель | Рабочий объём | Мощность                      | Крутящий момент       | Диаметр цилиндра | Длина хода поршня | Годы      | Вес      |
| --------- | ------------- | ----------------------------- | --------------------- | ---------------- | ----------------- | --------- | -------- |
| S38 B35   | 3453 см3      | 256 л.с. (188 кВт) @ 6500 rpm | 330 Н·м @ 4500 об/мин | 93.4 мм          | 84 мм             | 1986–1988 | 161 кг   |
| S38 B36   | 3535 см3      | 315 л.с. (231 кВт) @ 6900 rpm | 360 Н·м @ 4750 об/мин | 93.4 мм          | 86 мм             | 1988–1992 | 154,5 кг |
| S38 B38   | 3795 см3      | 340 л.с. (250 кВт) @ 6900 rpm | 400 Н·м @ 4750 об/мин | 94.6 мм          | 90 мм             | 1992–1996 | 151,2 кг |

### S38 B35
Двигатель S38 B35 основан на M88/3 с некоторыми техническими изменениями, такие как двойной ряд цепи ГРМ, распредвал, понижение степени сжатия до 9,8:1 и установка каталитического нейтрализатора. Рабочий объём составляет 3453 куб. см, показатели мощности достигают следующих значений: 256 л.с. (188 кВт, с максимальным крутящим моментом 330 Н·м при 4500 оборотах в минуту).
Применение:
- 1984—1988 BMW M5 (E28) седан
- 1986—1989 BMW E24 BMW M6 купе
- 1983—1989 BMW E24 M635CSi купе[4][5]

### S38 B36
Версия S38 B36 с увеличенным до 3.6 литра рабочим объёмом, достигнутым благодаря увеличению хода поршня с 84 до 86 мм, выпускалась с 1989 по 1992 год и имела на выходе улучшенный крутящий момент. Для удовлетворения требований к выбросам отработанных газов, в выхлопную систему (коллекторы были выполнены из нержавеющей стали) был добавлен керамический катализатор. Двигатель оснащался системой впрыска топлива Bosch Motronic. Мощность силового агрегата выросла до 315 л.с. (231 кВт, с максимальным крутящим моментом 360 Н·м при 4750 оборотах в минуту).
Функция нагнетания воздуха в выхлопной системе была добавлена для того, чтобы регулировать выбросы газов при старте холодного двигателя. Воздух вводился в выхлопную систему для преобразования монооксида углерода в диоксид углерода, а водород в воду. Двигатель применялся на Европейских и Американских автомобилях.
Применение:
- 1988—1992 BMW M5 (E34) седан
- BMW M5 (E34) кабриолет
- BMW M5 (E34) Cecotto Edition
- BMW M5 (E34) Winkelhock Edition

### S38 B38

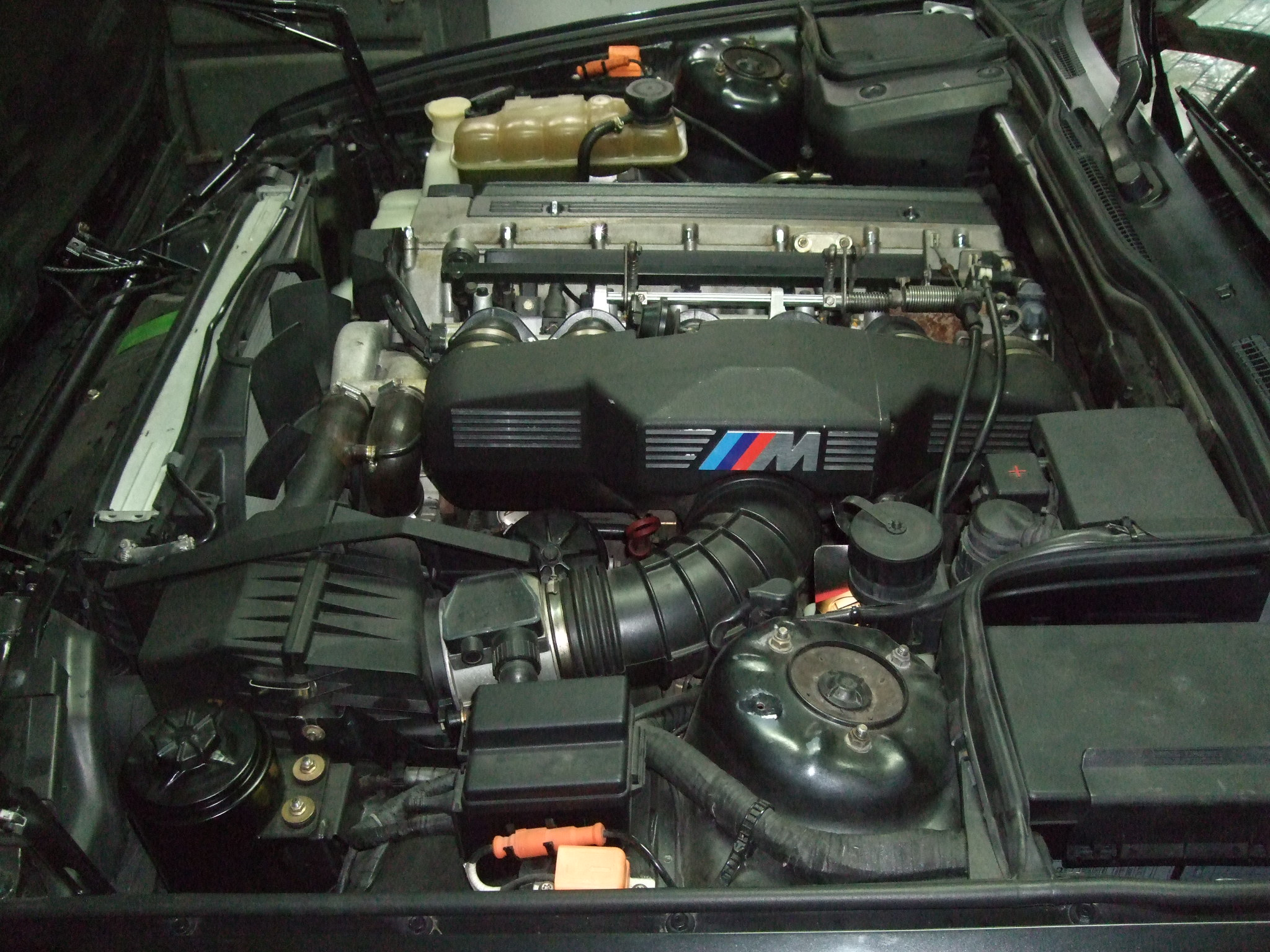
Двигатель S38 B38 на BMW M5 E34

В 1991 году был разработан и представлен на Франкфуртском автосалоне двигатель S38 B38 с рабочим объёмом 3,8 литра, основанный на 3,6-литровом агрегате B36. Он отличался увеличенным диаметром цилиндра до 94.6 мм и ходом поршня на 4 мм, что дало больше рабочего объёма, мощности (250 кВт, с максимальным крутящим моментом 400 Н·м при 4750 оборотах в минуту) и коэффициента сжатия. Впускные и выпускные каналы увеличились в размерах, а каждая свеча получила катушку высокого напряжения, удалив ротор распределителя и проводку высокого напряжения. Меньший и облегченный металлический катализатор Emitec заменил керамический каталитический нейтрализатор. Основным преимущество Emitec является то, что он увеличивает поток выхлопных газов.
Нововведением данной версии является:
- система Motronic 3.3 (заменила Bosch Motronic 1.2);
- контроль резонансной заслонки при помощи DME;
- новый дизайн коленчатого вала;
- новый двойной маховик;
- увеличена степень сжатия до 10.5;
- используется выпускной коллектор (из сверхпрочного материала семейства инконеля) и оптимизированная выхлопная система, которые применяются на автокарах «Формулы-1» и NASCAR (для экстремальных нагрузок).

Двигатель применялся на E34 M5 до окончания его производства в 1996 году.
Применение:
- 1992—1996 BMW M5 (E34) (Европейская спецификация)

### Основная
- // Car and Driver. — Hachette Magazines, Incorporated, 1990. — Т. 36. — С. 116.
- James Taylor, Nick Dimbleby. Original BMW M-Series. — Motorbooks International, 2001. — С. 46. — 128 с. — ISBN 9780760308981.
- Marc Cranswick. The BMW 5 Series and X5: A History of Production Cars and Tuner Specials, 1972-2008. — McFarland, 2010. — С. 153-154. — 293 с. — ISBN 9780786480050.
- James Taylor. BMW M5: The Complete Story. — Crowood, 2015. — 123 с. — ISBN 9781785000461.

### Сервисные книги, руководства по ремонту
- Kerry A. Freeman, Dean F. Morgantini, W. Calvin Settle, Nicholas L. D'Andrea, Debra Gaffney, Jacques Gordon, Michael L. Grady, Kevin M. G. Maher, Richard J. Rivele, Richard T. Smith. Chilton's Import Car Repair Manual 1992-1996: Models Imported to U.S. and Canada. — Chilton Book Co., 1995. — ISBN 9780801979170.
- Kerry A. Freeman. Chilton's Import Car Manual. — Chilton Book Company, 1991.